# 約會～戀愛為何物～
《約會～戀愛為何物～》，為日本富士電視台於月九時段（週一21:00 - 21:54，JST）播出的電視連續劇，由杏主演，為其初次主演月九劇。此劇亦是執筆《永遠的三丁目的夕陽》系列及《Legal high》等作品的知名編劇古澤良太初次編寫戀愛題材。特別篇《約會大作戰 2015夏 祕湯》於2015年9月28日於富士電視台播出（9:00 - 11:18，JST）。

## 製作概要
富士電視台黃金時段「月九」以往以「戀愛劇」為人所知，如《長假》、《戀愛世代》、《大和拜金女》等，其後，題材趨於廣泛；此劇是月九在睽違數檔之後重回原創戀愛劇之路線。杏和長谷川博己都是初次演出月九。
此劇背景為橫濱市，描述主攻總體經濟學的超頑強型29歲國家公務員藪下依子（杏 飾）與熱愛文學藝術的尼特族谷口巧（長谷川博己 飾）之間的故事。兩人戀愛力為「零」，藉著不斷約會以累積戀愛經驗，試圖達成結婚的心願。
1月12日，此劇召開正式記者會。亦是新婚後的杏與國仲涼子首次出現在公開媒體場合。

## 劇情大綱
在東京大學數理研究所研究千禧問題的藪下依子（杏 飾），畢業後以總體經濟學的分析專長進入內閣府經濟總合研究所，獨自一人住在國家提供的公務員宿舍。生性古板、擁有數千萬存款的藪下，戀愛能力卻為零，因年近30歲，加上父親的關心，因而開始煩惱著結婚一事。藪下登錄了結婚網站欲尋得真命天子。
谷口巧（長谷川博己 飾），自稱「高等遊民」，雖已35歲但仍無正職，因而投靠母親。谷口鎮日沉迷在文學的世界中，為不折不扣的啃老族，靠著開設美術教室的母親過活。因母親身體漸漸不適而感到不安的谷口，決定找個「富婆」希望能少奮鬥20年。谷口以任職「出版社」的假資料登錄結婚網站......。
身為戀愛白癡的藪下和谷口以結婚為目標開始約會。這是一場「笨拙約會」的愛情故事。

## 主要角色
- 藪下依子（杏／小學時期：內田愛（日语：内田愛））：

29歲，生日1985年3月22日、血型AB型的國家公務員。性格認真、有條不紊、一本正經、邏輯清晰、語速過人、工作效率一人抵五人的菁英理科女子，但討厭被稱呼為「理科女」。在國家配給的宿舍一人獨居。
對質數有特別愛好，有驚人的數字記憶能力，能背誦圓周率至23000位的數字。物品的放置、每天的服裝和食物都有固定的依循準則。
以30歲之前結婚為目標，因此透過交友網站尋找對象，進而認識谷口巧。
- 谷口巧（長谷川博己／小學時期：山崎龍太郎（日语：山崎竜太郎））：

35歲，生日1979年7月23日、血型A型的尼特族。熱愛文學與藝術，自稱高等遊民。13年來大門不出二門不邁、資訊嚴重滯後、茶來伸手飯來張口的家裡蹲。
心目中的理想女性是「原節子、峰不二子、梅黛兒、奧黛麗·赫本加起來除以四」的女子。
- 島田宗太郎（松尾諭）：

35歲，谷口的老友，經營島田工程所。因疑似搞婚外情而氣走老婆。
- 島田佳織（國仲涼子／小學時期：高野友那）：

32歲，前不良少女。島田宗太郎的妹妹，在島田工程所工作，擅長畫畫，有時會幫忙谷口留美的美術教室，十分關心谷口。
- 鷲尾豐（中島裕翔）：

26歲，運動用品公司職員。因喜好劍道而和藪下俊雄相識的年輕上班族，喜歡藪下依子。
- 藪下小夜子（和久井映見）：

女主角依子的母親，數學家，39歲因胃癌過世。時常以幽靈姿態出現在藪下依子身邊與其對話，經常被女兒依子趕走。
- 谷口留美（風吹純）：

61歲，谷口巧的母親。開設美術教室，與35歲的無業兒子相依為命。接受了兒子是尼特族的事實。
- 藪下俊雄（松重豐）：

56歲，藪下依子的父親。擔心依子的終身大事。

## 客串角色

### 第一話
- 牛窪惠（日语：牛窪恵）（本人飾演）：擔任戀愛談話節目來賓的評論家。

### 第二話
- 健也（柳喬之）：遊樂園的小情侶男友，谷口和藪下約會時的模仿對象。
- 繪里奈（秋月三佳）：健也的女友。最後突然和健也大吵。

### 第三話
- 岡島（岡田浩暉）：自稱心理諮詢師。相親活動後和藪下依子在酒吧邂逅，趁依子喝醉時，將依子扶回自己的房間。
- 綠（杉本彩）：公司經營者。為了讓年老生活過得更有意義而參加相親活動，尋找值得尊敬的對象。
- 秀子（三倉茉奈）：有施虐癖的女子。因為和島田宗太郎有音樂的共同喜好而一拍即合。
- 榊原真由（吉谷彩子）：以少女漫畫家為目標的年輕女子。作品被谷口巧批評得一無是處而怒火中燒。
- 奥田（松下洸平）：相親活動參加者之一。被藪下依子打分98.5分，排名在第三位（第一位188分）。
- 淺井（金時息子〔〕）：果園經營者。夢想是將自己種的柿子行銷至全世界，但被藪下依子潑冷水。
- 田美紀（櫻川博子）：不動產公司職員，相親活動參加者之一。聽到谷口巧的「寄生」行徑感到不可置信。

### 第五話
- 跨年倒數派對主持人（寺島進）

### 第六話
- 富田（藪下）初枝（田島令子）：俊雄的姐姐，依子的姑姑。
- 富田康行（田口主將）：初枝的丈夫。

### 第七話
- 谷口努（平田滿（日语：平田満））：留美的丈夫，巧的父親。與妻兒分居中，之後與妻子復合。（第八話－第十話）

### 第八話
- 甜點店店員（石野陽子）：19年前依子與媽媽到該店買情人節巧克力。
- 校工（菅登未男）：依子小學時期的學校校工。
- 甜點店顧客（櫻井千壽（日语：桜井千寿））：19年後與女兒光顧該店的顧客，讓依子喚起了19年前的回憶。

### 第十話
- 老婦人（白石加代子）：坐在依子及阿巧前排座位的公車同車乘客。與阿巧及依子分享自己的壯烈戀愛經歷。下車前將自己帶的蘋果送給依子。
- 島田宗太郎的前妻（白石瞳）
- 護理師（羽村純子）：藪下俊雄的準相親對象，對俊雄有好感的年輕護理師，兩人年紀相差25歲。

## 製作花絮
此劇片頭採用的老歌《別再留戀》為導演武內英樹的想法。

## 製作人員
- 劇本：古澤良太
- 企畫：成河廣明、狩野雄太
- 配樂：住友紀人（日语：住友紀人）
- 主題曲：chay（日语：chay）〈あなたに恋をしてみました〉（我試著愛上你）（日本華納音樂發行）[10][11]
- 片頭曲：The Peanuts（日语：ザ・ピーナッツ）〈ふりむかないで〉（別再留戀（日语：ふりむかないで (ザ・ピーナッツの曲)））[12][13]
- 片頭製作：Akari
- 舞蹈及快閃指導：幸
- 繪畫協力：殿坂友里惠
- 草裙舞指導：福島真橘
- 特技協調：釼持誠（日语：釼持誠）
- 食品協調：住川啓子
- 摩托車協調員：大谷奈津江
- 合作：VASC（日语：バスク (テレビ技術会社)）、FUJI ART（日语：フジアール）、FILM（日语：FILM LLP）
- 攝影合作：YAMAHA
- 影像提供：電影《秋水伊人 (電影)》（第1話）
- 詩集引用：寺山修司
- 導演：武內英樹、石川淳一（日语：石川淳一）、洞功二
- 製作人：山崎淳子
- 製作：共同電視
- 出品：富士電視台

## 獎項
- 第52回銀河賞電視部門
  - 選獎
  - 個人獎：杏
- 第84回日劇學院賞[14]
  - 最優秀作品賞
  - 主演女優賞：杏
  - 助演男優賞：長谷川博己
  - 劇本賞：古澤良太
  - 導演賞：武內英樹、石川淳一（日语：石川淳一）、洞功二
- 2015年東京國際戲劇節連續劇優秀獎

## 播出日程及收視率
- 收視率最高值以紅色表示，收視率最低值以蓝色表示。

| 集數                                                     | 播出日期 | 標題                                                        | 導演     | 收視率 | 備註       |
| -------------------------------------------------------- | -------- | ----------------------------------------------------------- | -------- | ------ | ---------- |
| 第1話                                                    | 1月19日  | 我不知道戀愛的方法！可以立契約來結婚嗎？                    | 武內英樹 | 14.8%  | 延長15分鐘 |
| 第2話                                                    | 1月26日  | 我要寄生在妳身上！我會愛上高等遊民嗎？                      | 武內英樹 | 13.6%  |            |
| 第3話                                                    | 2月02日  | 初次相親的未知與遭遇？救出不適合戀愛的女子！！              | 石川淳一 | 11.0%  |            |
| 第4話                                                    | 2月09日  | 沒有心所以沒辦法結婚？拯救她的奇蹟禮物！！                  | 石川淳一 | 12.4%  |            |
| 第5話                                                    | 2月16日  | 人生的初吻揭開了混亂的序幕？                                | 武內英樹 | 11.1%  |            |
| 第6話                                                    | 2月23日  | 巧，緊張初次拜訪依子老家！                                  | 洞功二   | 11.6%  |            |
| 第7話                                                    | 3月02日  | 母親住院！加速結婚的腳步？                                  | 石川淳一 | 10.4%  |            |
| 第8話                                                    | 3月09日  | 結婚是愛還是理念？眾人爆出心聲！                            | 武內英樹 | 13.9%  |            |
| 第9話                                                    | 3月16日  | 無法戀愛的2人真的戀愛了 高等遊民誕生的秘密及對婚禮的憧憬？  | 石川淳一 | 12.3%  | 延長15分鐘 |
| 最終話                                                   | 3月23日  | 這樣的戀愛告白，是可遇不可求的嗎…？命運之戀所帶來的生日奇蹟 | 武內英樹 | 13.5%  | 延長15分鐘 |
| 平均收視率12.46%（收視率由Video Research於關東地區統計） |          |                                                             |          |        |            |

## 特別篇
- 2015年9月28日21:00 - 23:18（JST）播出。

| 播出日        | 標題                           | 導演     | 客串演員 | 收視率 |
| ------------- | ------------------------------ | -------- | -------- | ------ |
| 2015年9月28日 | 約會～戀愛為何物～ 2015夏 秘湯 | 武內英樹 | 蘆名星   | 9.5%   |

## 相關
- SMG尚世影業和日本富士電視台達成協議，將於今後三年內翻拍五部富士台的電視劇。第一個合作項目為《約會～戀愛為何物～》[16][17]。劇名為《约会恋爱究竟是什么》，由郭曉東、王姿允主演[18]。